# Xyrichtys rajagopalani
Xyrichtys rajagopalani es una especie de peces de la familia Labridae en el orden de los Perciformes.

## Biología
Probablemente habita los fondos arenosos abiertos y se hunde de cabeza en la arena con el acercamiento del peligro (Ref. 5374). Se sumerge en la arena para dormir con seguridad por la noche o para ocultar cuando se alarma (Ref. 90102).

## Distribución
Indo-Occidente Pacífico: Mar Rojo, Golfo Pérsico, las costas de la India (Ref. 5374); y el este de Papúa Nueva Guinea (Ref. 11441).

## Tamaño
Tiene un tamaño máximo de 285 mm TL.

## Información del tipo
Holótipo de Hemipteronotus hypospilus
Número de catálogo: USNM 152989
Colección: Smithsonian Institution, Museo Nacional de Historia Natural, Departamento de Zoología de Vertebrados, División de Pescados
Preparación: Ilustración
Año recabado: 1909
Localidad: Celebes: Makasser Mkt., Sulawesi, Indonesia, Pacífico
Buque: Albatros

## Hábitat
Rango de profundidad basado en 1 espécimen en 1 taxón.

## Intervalos ambientales
Alcance de la profundidad (m): 10 - 10
Nota: esta información no ha sido validada. Marque esta * nota *. Sus comentarios son bienvenidos.

## Amenazas
Menor Preocupación (LC)

## Importancia
Pesquerías: comercial menor; Categoría de precio: muy alto; Fiabilidad de los precios: muy cuestionable: basado en el precio ex-buque de las especies de esta familia
Referencias
© FishBase

## Distribución geográfica
Se encuentra al sur de la India. Pacífico: Mar Rojo, Golfo Pérsico, y las costas de la India (Ref. 5374); Y el este de Papúa Nueva Guinea (Ref. 11441).